# Sobresueldo
Se llama sobresueldo a la consignación que se añade y concede a algunos trabajadores y en particular, a los militares, además del que tienen señalado, al estar en campaña o encargados de alguna comisión especial. 
Los romanos solían dar a los soldados un sobresueldo cuando hacían algún servicio expuesto como centinela avanzada, escucha, guerrilla, etc. y le daba el nombre de bigliaticum.